# Polhemsrad

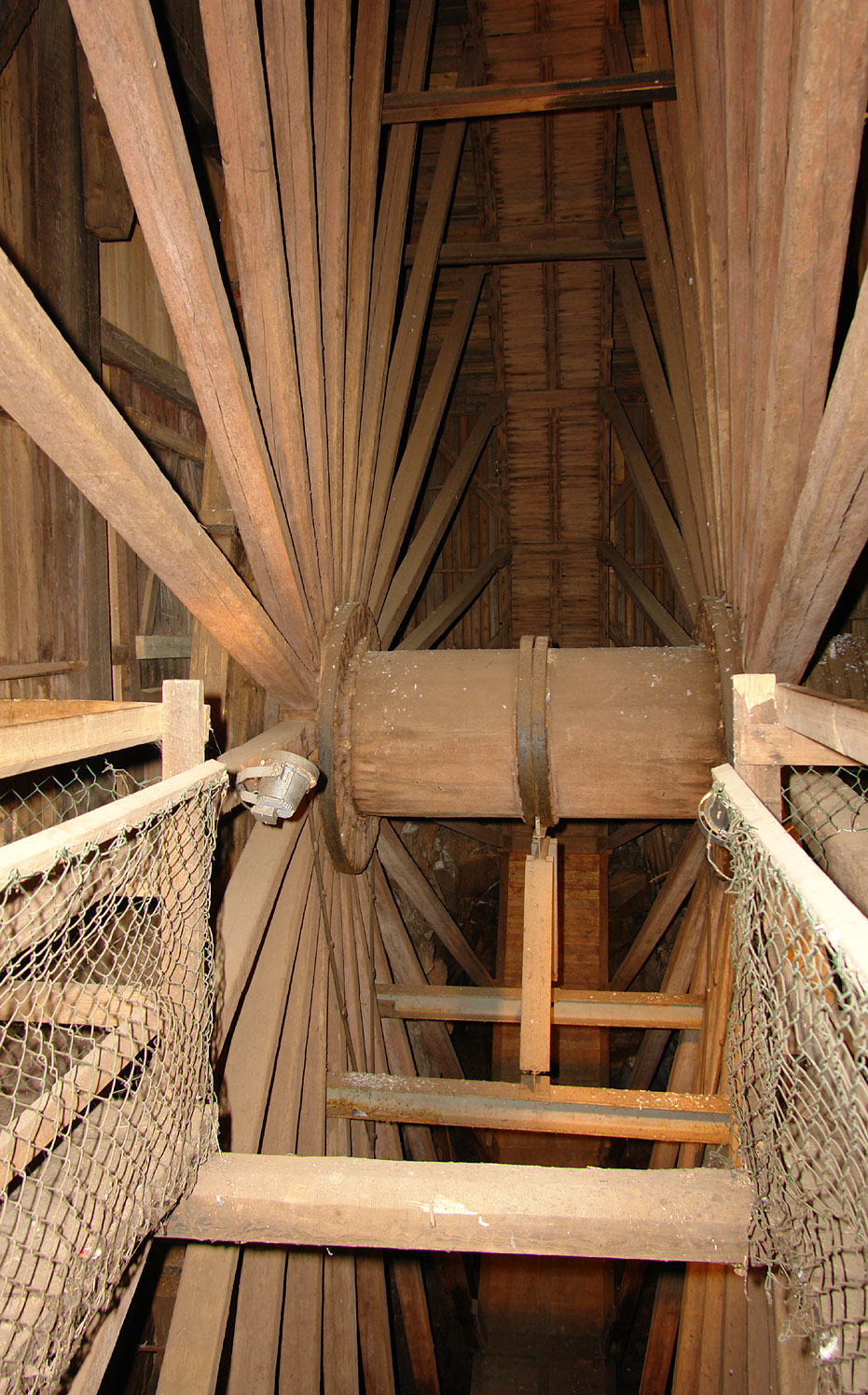
Das Kunstrad

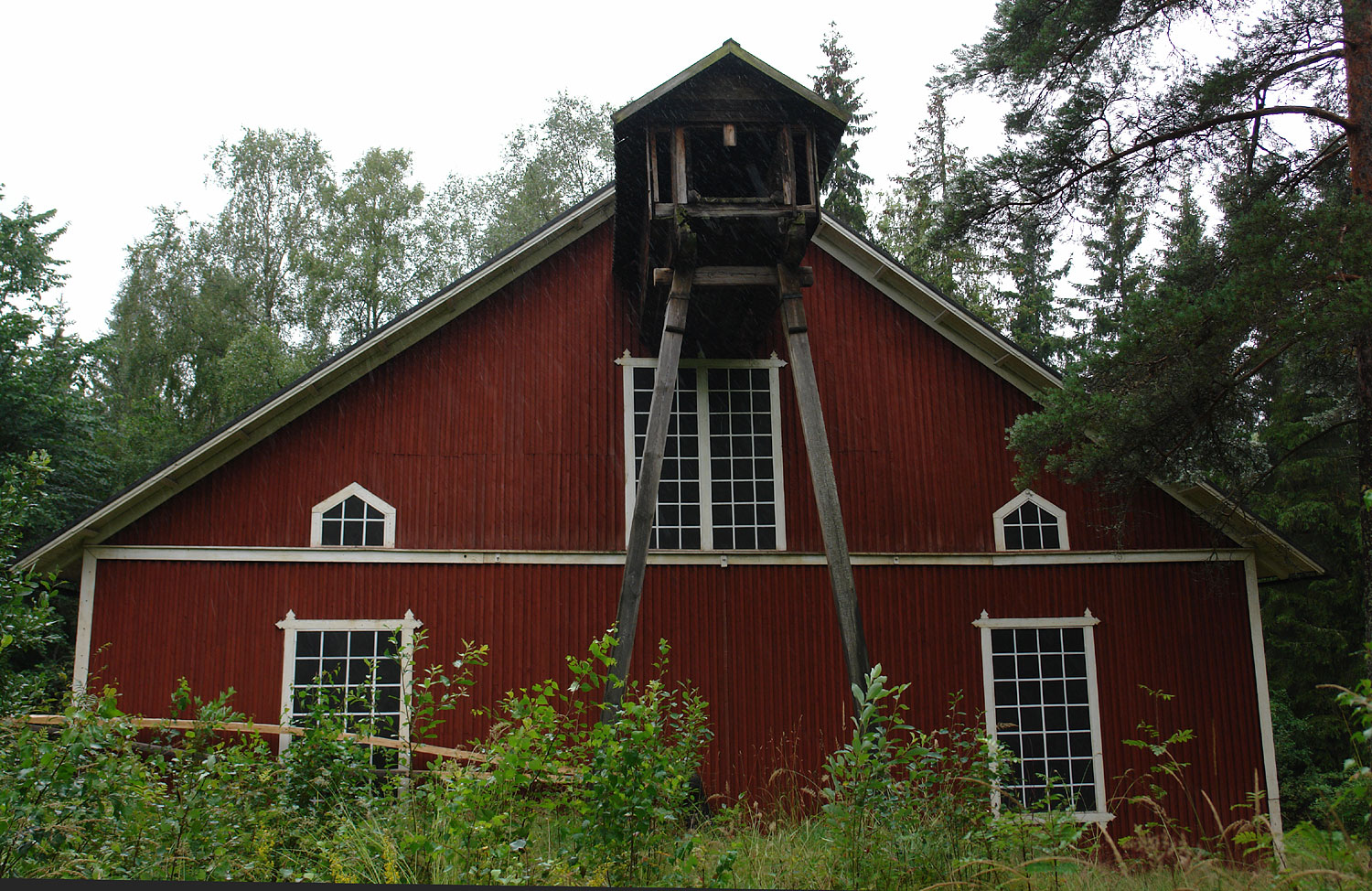
Schutzhaus des Kunstrades mit Gerinne

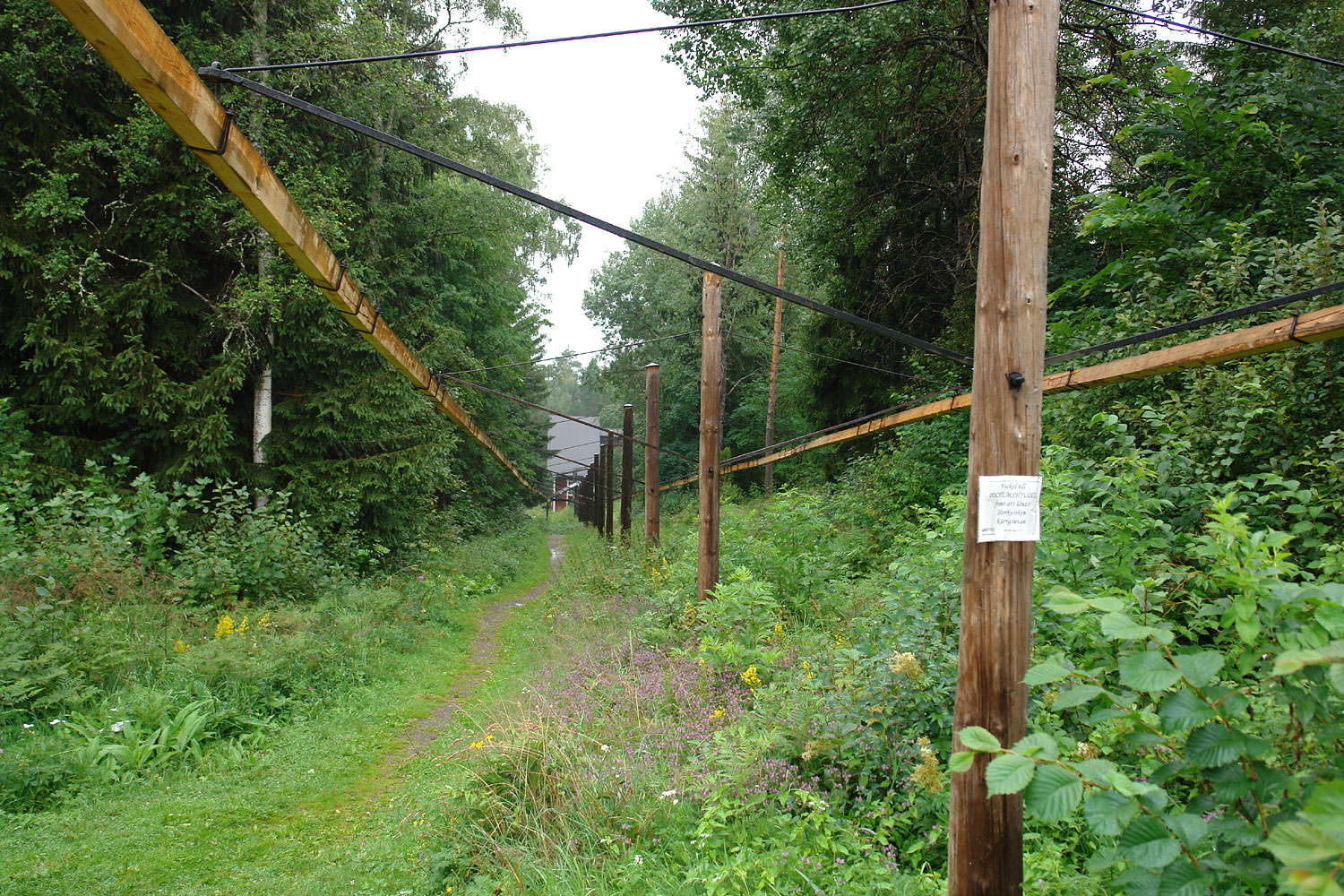
Feldgestänge

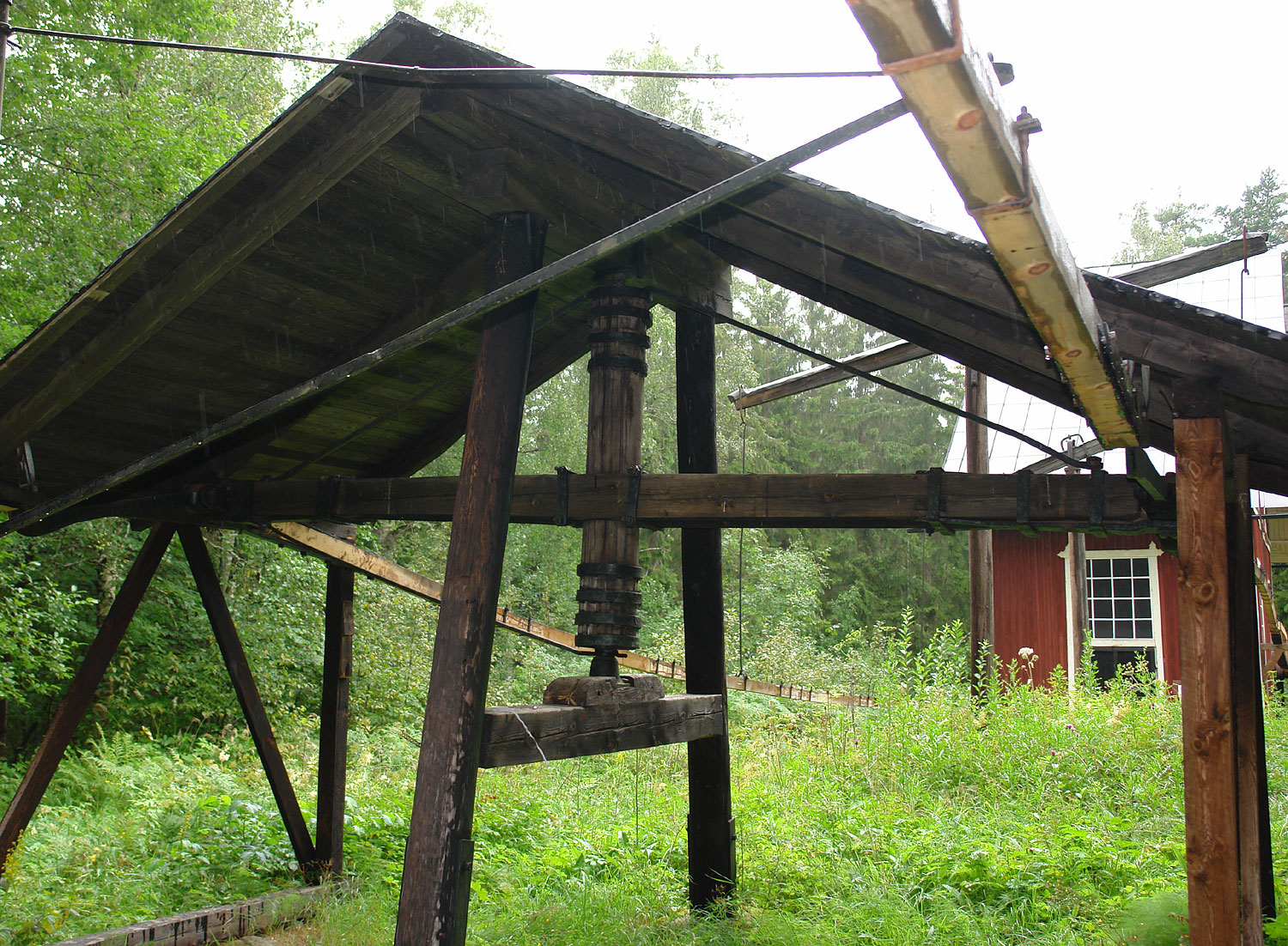
Zwischenlager

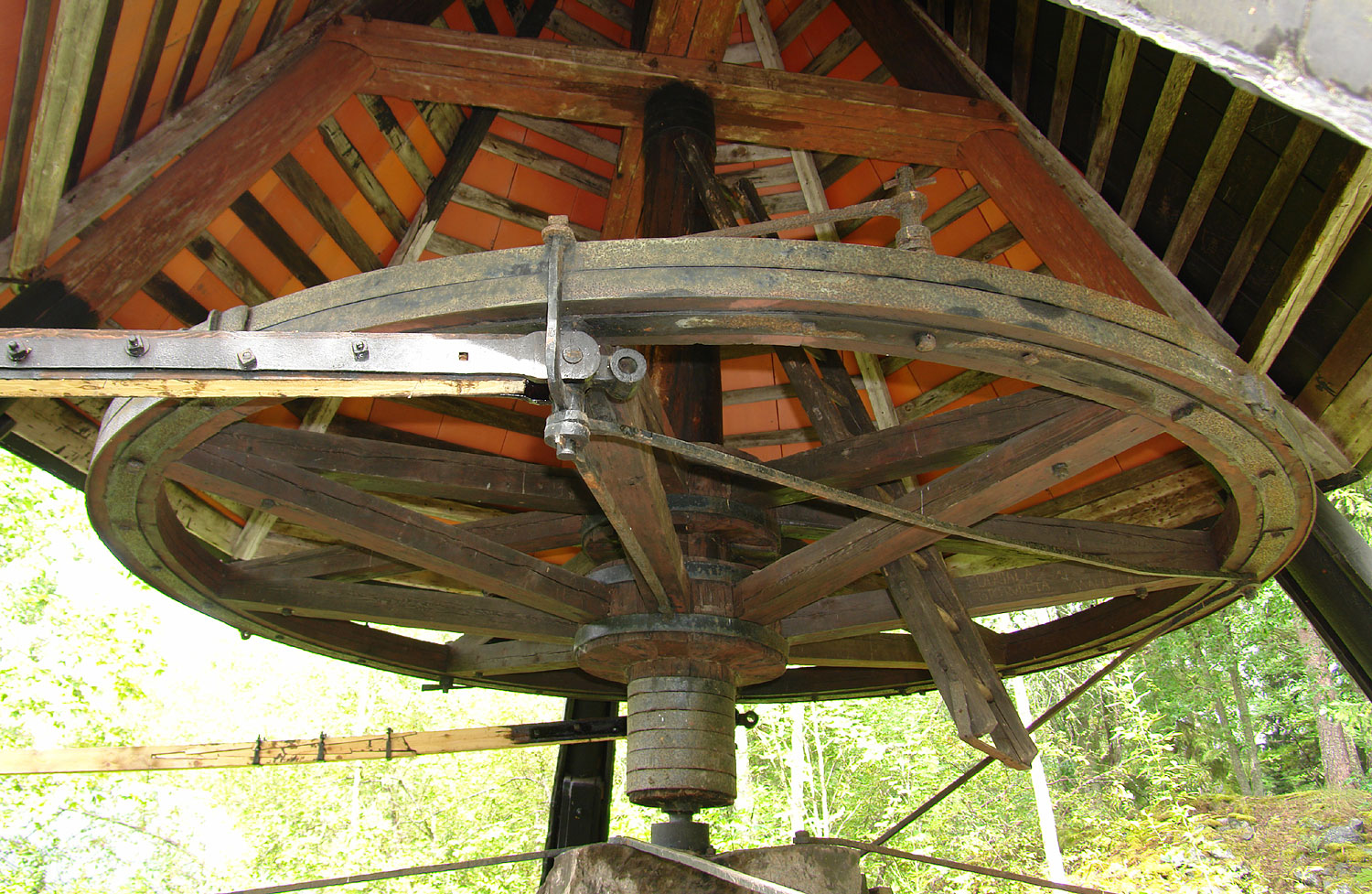
Wendepunkt

Das Polhemsrad (schwedisch Polhemshjulet) ist ein Kunstrad, das in Norberg in der schwedischen Bergwerksregion Bergslagen von 1876 bis 1920 über ein Kunstgestänge Pumpen zur Entwässerung von Erzgruben antrieb.

## Geschichte
Das Polhemsrad wurde 1876 nach Entwürfen des schwedischen Wissenschaftlers und Erfinders Christopher Polhem (1661–1751) gebaut. Es trieb ein 1 km langes horizontales Kunstgestänge an, das wiederum die Pumpen in der Kärrgruvan, einem Erztagebau, bewegte. Die Pumpen wurden wegen ihres Aussehens Svinryggen (Schweinerücken) genannt. 
Kunstgestänge wurden im Bergbau seit dem Mittelalter angewandt, um die Antriebskraft des Wassers auch an weiter entfernten Stellen nutzen zu können. Polhem verbesserte das Gestänge, indem er beide Gestängetrümer links und rechts über gemeinsame Hebel an vertikalen Achsen aufhängte, wodurch die Übertragungsverluste verringert und so der Wirkungsgrad der Anlage verbessert wurde. Zur Richtungsänderung der Kraftübertragung entwickelte Polhem den sogenannten „Wendepunkt“, der wie ein horizontales Kunstkreuz funktioniert.
Obwohl Elektrizität in Norberg bereits 1897 zur Verfügung stand, war das Polhemsrad noch bis 1920 in Betrieb. Es hat inzwischen ein schützendes Haus erhalten. Für Besichtigungen kann der Schlüssel in einem nahe gelegenen kleinen Supermarkt ausgeliehen werden.

## Beschreibung

### Wasserrad
Das oberschlächtige Wasserrad mit einem Durchmesser von 15 m – es ist eines der größten in Schweden – wurde über einen 3 km langen Kunstgraben aus dem See Bålsjön gespeist. Die an einen Hang gebaute Anlage wurde über ein Gerinne quer zum Wasserrad aus dem Kanal gespeist. Das Rad wurde in den Hang gebaut, was einen niedrigen Wasserabfluss ermöglicht, das Gestänge wird bergauf geführt.
141 eiserne Schaufelbretter mit einer Breite von 105 cm sind auf den Radumfang von 47 m montiert. Der Abtrieb erfolgt über zwei Krummzapfen an den Radseiten. Bei einem Kurbelradius von 90 cm ergibt sich ein Gestängehub von 180 cm.

### Gestänge
Die gegenläufigen Treibstangen an der Radachse werden an einem Zwischenlager durch einen Hebel mit gleichen Armlängen gekoppelt. Die Kraft-Weiterleitung erfolgt über bandförmig verbundene Zugbalken, die an Stützpfeilern beweglich aufgehängt sind und sich mit der Kurbeldrehung vor- und zurückbewegen. Das Gestänge leitete die Kraft so zur 1 km entfernten Grube weiter.

### Wendepunkt
Zur Richtungsänderung wurden sogenannte „Wendepunkte“ eingesetzt, vertikal gelagerte Radkränze, an denen zwei Paare der Treibstangen versetzt angebracht wurden. Ein Wendepunkt ist in einiger Entfernung vom Wasserrad bewahrt worden und zugänglich.